# パキプレウロサウルス科
パキプレウロサウルス科（Pachypleurosauria、Pachypleurosaur）は、三畳紀に繁栄した、偽竜類に属する水棲の爬虫類。同目に分類されるノトサウルス科よりも小型で（多くは全長50cm前後、大型種でも80～90cm、最大で1.2m）、首や尾が長い。ほっそりしているが筋肉質で水中を機敏に泳ぐことができた。
パキプレウロサウルス科は魚や頭足類を主食とする捕食者であったが、同時により大型の肉食動物には獲物として狙われていた可能性が高い。全長88.6cmの大型種ディアンドンゴサウルス(Diandongosaurus)は右後肢を何者かに切断されていた。襲撃者の候補にはノトサウルスの大型属(Nothosaurus zhangi)か、全長3mのいわゆる「ラウイスクス類」の水陸両棲のキアノスクス(Qianosuchus)が考えられる。パキプレウロサウルス科は瞬発的には素早く泳げたかもしれないが、少なくとも同グループでもディアンドンゴサウルスは大きな身体、厚い腹甲、扁平な胸帯のためあまり敏捷ではなかったと考えられる。